# Morgan Lander
Morgan Lee Lander (6 de enero de 1982) es la cantante y guitarrista del grupo canadiense de metal alternativo Kittie.

## Biografía
Nacida en Edmonton el 6 de enero de 1982. Dos años más tarde se convirtió en la hermana mayor de Mercedes, ese mismo año, se mudarón a London, Ontario. Cuando cumplió seis años, empezó a tomar lecciones de piano, pero pronto se cansó y comenzó a tocar guitarra. 
Compuso sus primeras canciones a los 13 años junto a su hermana Mercedes y a su amiga Fallon Bowman. En 1996, Morgan, Mercedes, Fallon y Tanya Candler formaron el grupo Kittie. Tres años después, la banda sacó su álbum debut, Spit. 
Morgan también es una mujer comercial exitosa, ella co-posee actualmente una línea de ropa llamada Poisoned Black Clothing junto a su hermana menor. Aquella línea de vestir se lanzó oficialmente en septiembre del 2005.
Paralelamente a Kittie y desde agosto de 2019, Morgan se convierte en la vocalista de la banda canadiense de death metal melódico Karkaos, reemplazando a Viky Boyer y se espera que lancen su primer disco de estudio con Morgan para inicios del 2020.

## Discografía

### Con Kittie
Álbumes de estudio
- Spit (2000)
- Oracle (2001)
- Until the End (2004)
- Funeral for Yesterday (2007)
- In the Black (2009)
- I've Failed You (2011)
- Fire (2024)

EP
- Kittie EP (1999)
- Paperdoll EP (2000)
- Safe EP (2002)
- Never Again EP (2006)